# جورج تاكر (مدير فني)
جورج تاكر (بالإنجليزية: George Tucker)‏ هو تاجر أسهم أمريكي، ولد في 5 سبتمبر 1929 في مونرو في الولايات المتحدة، وتوفي في 1 مارس 2013 في كولومبيا في الولايات المتحدة.